# Vedens landsfiskalsdistrikt
Vedens landsfiskalsdistrikt var 1918-1941 ett landsfiskalsdistrikt i Älvsborgs län, bildat när Sveriges indelning i landsfiskalsdistrikt trädde i kraft den 1 januari 1918, enligt beslut den 7 september 1917. Landsfiskalsdistriktet avskaffades den 1 oktober 1941 (genom kungörelsen 28 juni 1941) när Sverige fick en ny indelning av landsfiskalsdistrikt och av dess område överfördes kommunerna Borgstena, Fristad, Tämta och Vänga till Gäsene landsfiskalsdistrikt och kommunerna Bredared och Sandhult till Bollebygds landsfiskalsdistrikt.
Landsfiskalsdistriktet låg under länsstyrelsen i Älvsborgs län.

## Ingående områden
Den 1 januari 1920 inkorporerades Torpa landskommun i Borås stad.

### Från 1918
Vedens härad:
- Borgstena landskommun
- Bredareds landskommun
- Fristads landskommun
- Sandhults landskommun
- Torpa landskommun
- Tämta landskommun
- Vänga landskommun

### Från 1920
Vedens härad:
- Borgstena landskommun
- Bredareds landskommun
- Fristads landskommun
- Sandhults landskommun
- Tämta landskommun
- Vänga landskommun